# Гургаон (округ)
Гургаон (англ. Gurgaon, хинди गुड़गांव ज़िला, в.-пандж. ਗੁੜਗਾਂਵ ਜ਼ਿਲਾ) — округ в индийском штате Харьяна. Разделён на четыре подокруга: Бадшахпур, Патауди, Сохна и Фаррукхнагар. Административный центр и крупнейший город округа — Гургаон. Согласно всеиндийской переписи 2001 года население округа Гургаон составляло 1 660 289 человек.
На севере Гургаон граничит с округом Джаджар и Дели, на востоке — с округом Фаридабад, на юге — со штатами Уттар-Прадеш и Раджастхан, на западе — с округом Ревари.